# Matejko-Eisfall
Der Matejko-Eisfall (polnisch Lodospad Matejki) ist ein Gletscherbruch an der Südküste von King George Island im Archipel der Südlichen Shetlandinseln. Er fließt von der Krakau-Halbinsel zwischen dem Stańczyk Hill und dem Martins Head zur Legru Bay.
Polnische Wissenschaftler benannten ihn 1980 nach dem polnischen Maler Jan Matejko (1838–1893).